# Aristej
Aristej Starejši [aristéj staréjši] (starogrško Αρισταίος ὁ Πρεσβύτερος: Arístaios hó Presbíteros), starogrški matematik, * okoli 390 pr. n. št. † okoli 320 pr. n. št.
Živel je okoli 340 pr. n. št. Bil je starejši Evklidov sodobnik. Njegovo delo o stožnicah je skupaj z Evklidovim in Menehmovim delom opisal in naprej razvil Apolonij.